# Palpomyia bipicta
Palpomyia bipicta är en tvåvingeart som beskrevs av Remm 1976. Palpomyia bipicta ingår i släktet Palpomyia och familjen svidknott. Inga underarter finns listade i Catalogue of Life.